# Дьяра-Чечен
Дьяра-Чечен, также Яра-Чечен(ь) — в алтайской мифологии, слуга Ульгеня, который был послан им к людям, чтобы собрать их и объявить им определение о пределе жизни, так как люди и животные сильно размножились, и земля была перенаселена. Но молодые девицы посмеялись над ним, потому что у него был смешной вид. Тогда Дьяра-Чечен их проклял, и «с этого времени ум и сердце девичье изменились: они стали выходить замуж и отходить от своих родителей, а прежде все жили вместе и плодились как животные, не разбирая никакого родства и не зная законов супружества».
Дьяра-Чечен собрал всех тварей и назначил каждому роду свой век. Рыбам было определено жить дольше всех тварей — до 800 лет, и чтобы из каждой рыбы выходило по 800 рыб за то, что они оказались невинными в суде прочих животных, то есть не ели его запаса. Дьяра-Чечен убил человека, показав всем, что такое смерть. С тех пор люди стали ссориться и враждовать друг с другом, убивать других.